# William Byron (3e baron Byron)
Pour les articles homonymes, voir William Byron (homonymie) et Byron.
William Byron, 3e baron Byron (1636 - 13 novembre 1695) est un noble, un pair, un homme politique et un poète anglais.

## Biographie
Il est le fils de Richard Byron (2e baron Byron) et d'Elizabeth Rossell. Il devient baron Byron en 1679 à la mort de son père.
Lord Byron est décédé le 13 novembre 1695; son cinquième fils, William Byron (4e baron Byron) lui succède.

## Famille
Lord Byron épouse Elizabeth Chaworth, fille de John Chaworth (2e vicomte Chaworth) d'Armagh et d'Elizabeth Noel, en 1660. Ils ont cinq fils, mais les quatre premiers sont morts en bas âge:
- William Byron (né avant 1670)
- Richard Byron (né avant 1670)
- John Byron (né avant 1670)
- Ernestus Byron (né avant 1670)
- William Byron (4e baron Byron) (1669-1736)

Lord Byron épouse Elizabeth Stonhouse, fille de George Stonhouse, 3e baronnet et Margaret Lovelace, le 25 juin 1685.
Une fille, Catherine Byron, est décédée en 1746.